# ۵۶ (قمری)
۵۶ (قمری)، پنجاه و ششمین سال در گاهشماری هجری قمری است. اول محرم این سال برابر با بیست و هشتم نوامبر سال ۶۷۵ میلادی است.